# Gunvor Auken
Gunvor Marie Gunnarsdatter Auken (født 15. december 1941) er en dansk socialrådgiver og politiker. Hun er datter af Gunnar og Kirsten Auken.
I 1964 meldte hun sig ind i Socialdemokratiet, hvor hun blev ved med at være medlem indtil 1967, da hun forlod partiet for Venstresocialisterne hvor hun var medlem indtil 1972. Hun kom senere tilbage til Socialdemokratiet da hun i 1998-2002 var socialdemokratisk viceborgmester på Frederiksberg.
Gunvor Auken var 1965-1998 gift med Ejvind Larsen. I 2007 blev hun gift med Steen Folke.